# とよたおいでんバス

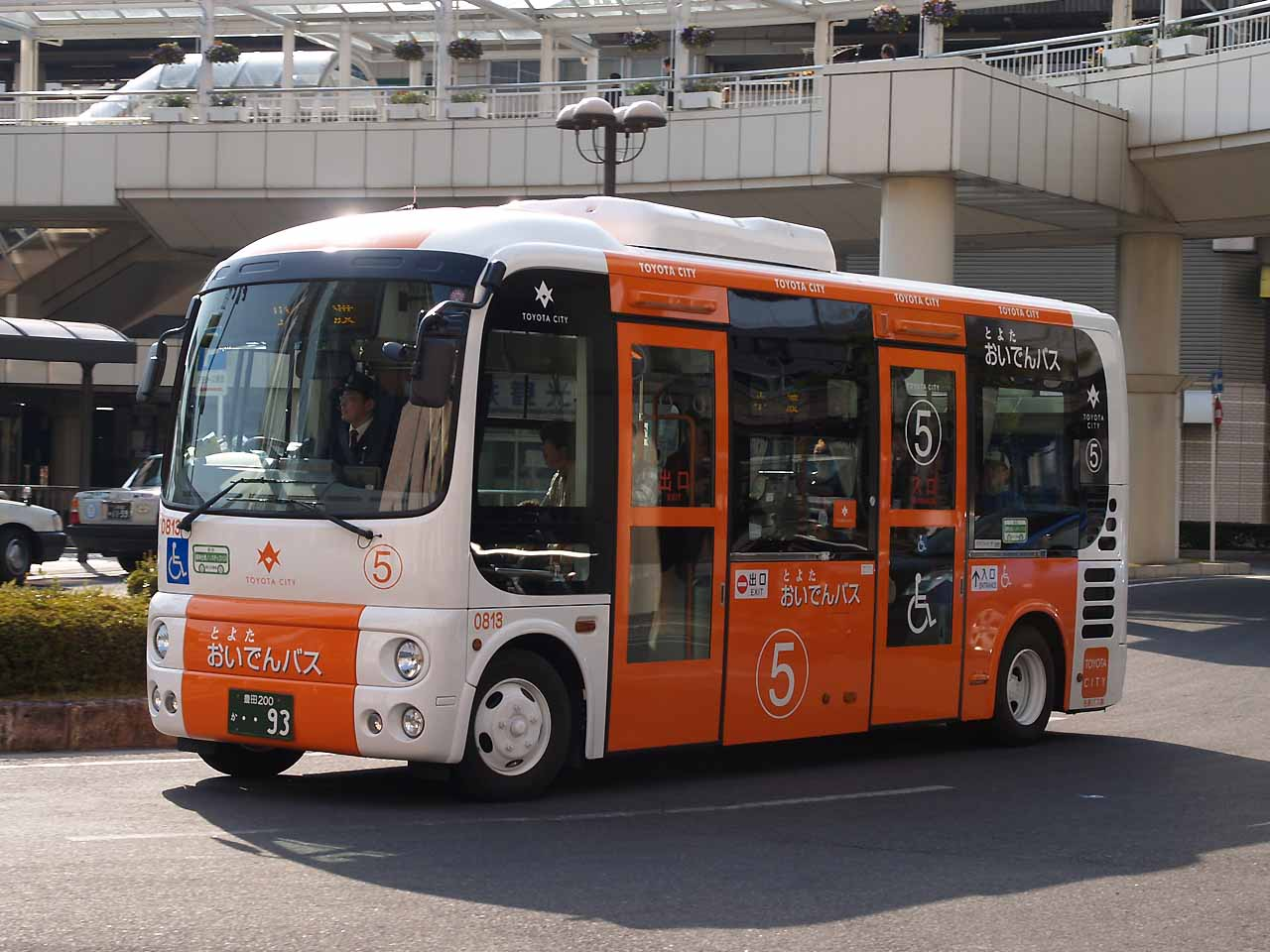
とよたおいでんバスの小型車
（日野・ポンチョ、名鉄バス）

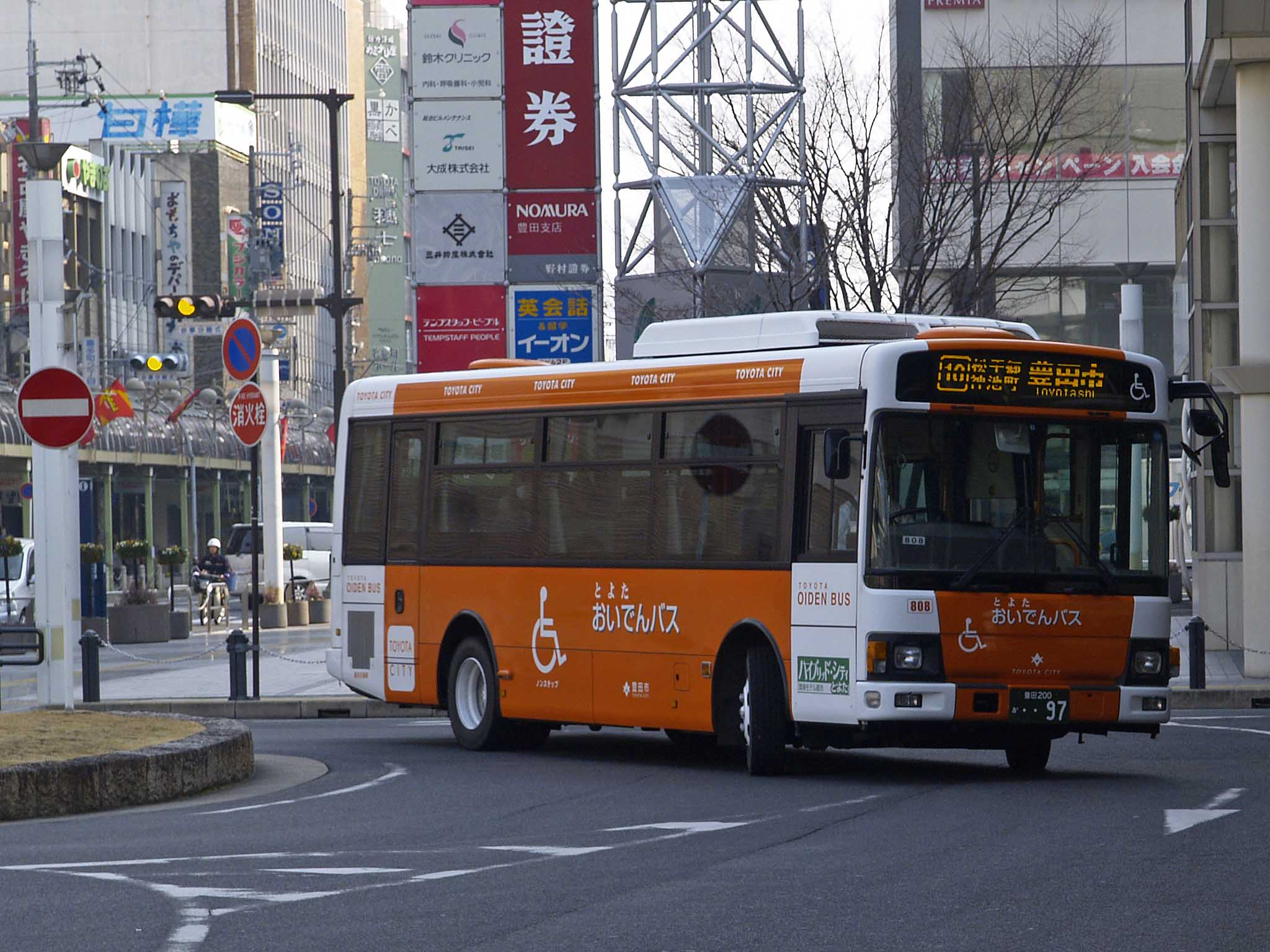
とよたおいでんバスの中型車
（日野・レインボーII、豊栄交通）

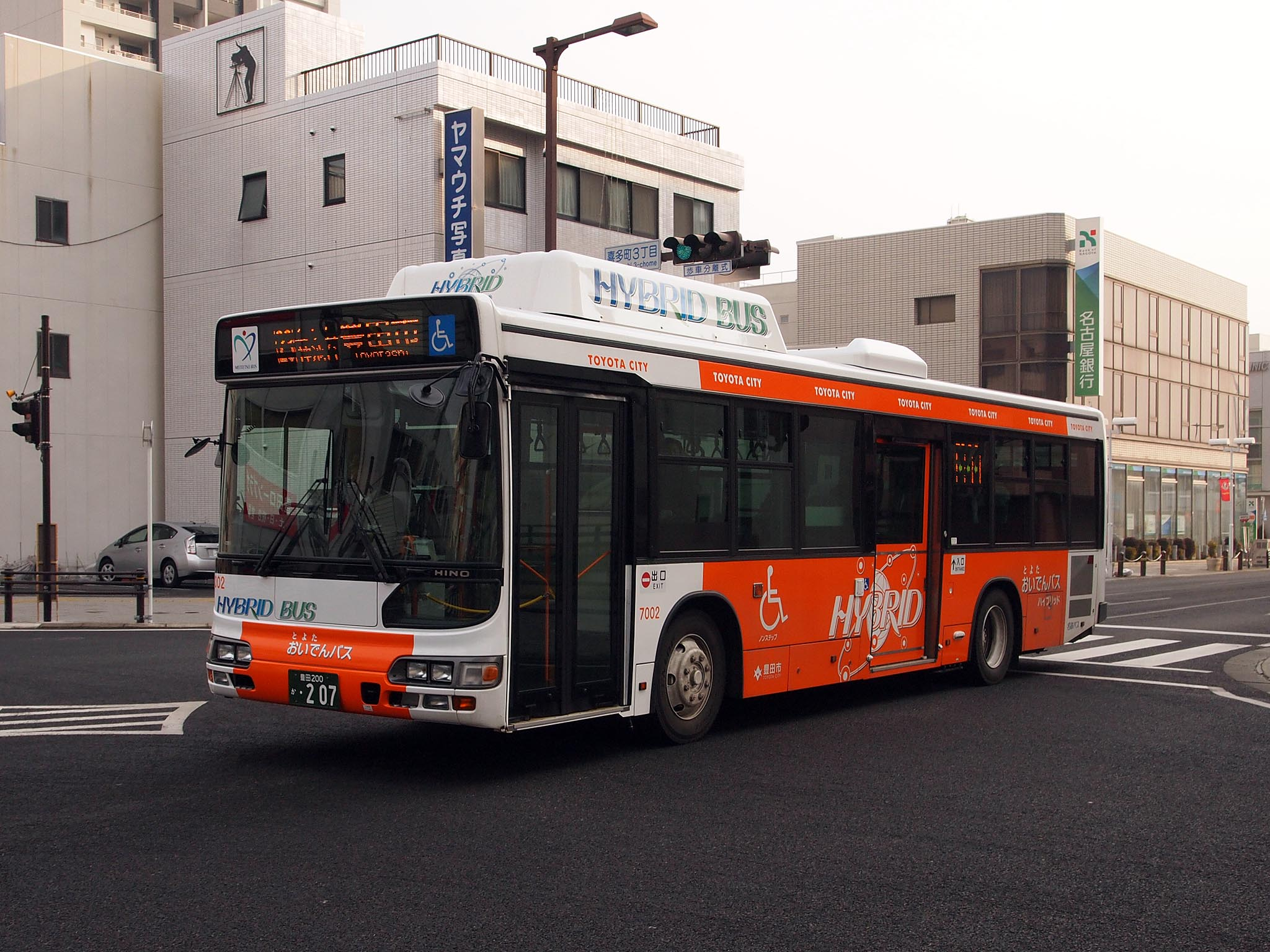
とよたおいでんバスの大型ハイブリッド車
（日野・ブルーリボンシティハイブリッド、名鉄バス）

とよたおいでんバスは、愛知県豊田市が主体となって運行するコミュニティバス。2007年（平成19年）11月1日運行開始。名鉄バスの廃止路線を引き継いだ廃止代替バスでもある。
市内のバス路線網は、幹線となる「基幹バス」と、支線（フィーダーバス）となる地域バス（定時定路線型・デマンド型）および地域タクシーで構成されており、そのうち基幹バスには、市が運行主体となる「とよたおいでんバス」と、名鉄バスが運行する一般路線がある。2022年10月現在、「基幹バス」は「とよたおいでんバス」12路線、名鉄バスの一般路線9路線が運行されている

## 概要
平成の大合併により、豊田市では2005年（平成17年）4月に7市町村が合併したため、市域北東部を中心に公共交通空白地帯が広がることとなった。さらに2008年（平成20年）4月には市内の民営バス路線の廃止・撤退が相次ぎ、行政主導による地域公共交通網が必要となった。
そのため、豊田市の豊田市公共交通基本計画に基づき、2007年11月1日に名鉄バス渋谷線・旭バス・稲武バスの3者を継承して再編し、豊田市駅から旭地区・稲武地区の内外を結ぶコミュニティバスを運行開始した。愛称は市民の公募によリ命名され、「おいでん」とは三河弁で「来てください」を意味する。
一部路線は豊田市が実施している「とよたエコポイント制度」の付与対象となっており、該当路線のバス車内に設置されたICカードリーダーにFelica規格のICカードをタッチすることでポイントが付与される。
2016年4月1日より、ICカード乗車券「manaca」および交通系ICカード全国相互利用サービス対応カードが基幹バスと中心市街地玄関口バスに導入された（地域バスでは利用できない）。

## 運行会社
豊栄交通とオーワが運行する路線も、快速いなぶを除いてmanacaが利用可能（ICカード機器は名鉄バスが貸与する）。
- 名鉄バス豊田営業所：小原・豊田線、藤岡・豊田線（西中山経由）、旭・豊田線、保見・豊田線、豊田・渋谷線、土橋・豊田東環状線（豊栄交通と共同運行）
- 豊栄交通：藤岡・豊田線（加納経由）、さなげ・足助線、下山・豊田線、中心地市街地玄関口バス、土橋・豊田東環状線（名鉄バスと共同運行）
- オーワ：旭・足助線、稲武・足助線

川口・飯野線、旭・新盛線、上郷・若林線の3路線は、以前はオーワが運行していた。

## 運賃・乗車券類
- 名鉄バスとの競合区間（下山・豊田線と豊田東環状線の一部区間）以外は、対キロ多区間制運賃（100円単位）で、初乗り運賃は100円、最高運賃は1,200円。小人および障害者は運賃半額となる。
- 運賃支払いには「manaca・TOICA」および交通系ICカード全国相互利用サービス対応カードがが利用可能。ただし乗継割引はなくマイレージポイントも付与されない。manacaの履歴印字は「名鉄バス」と表示される。
- manaca定期券も発売されており、名古屋鉄道や名古屋市営地下鉄などmanaca事業者の定期券と同一のmanacaにおいでんバスのIC定期券を載せると券面下半分に印字される。他の交通機関（鉄道・バスとも）との連絡定期券は存在しない。

## 現行路線

### 【1】藤岡・豊田線（加納経由）
- 名鉄バスの豊田北市内線と藤岡線の一部区間を引き継いだ路線。
- 2008年6月2日より飯野から藤岡支所まで延伸した。
- 日野・レインボーで運行。（大型車での運行は無い）

主な停留所：豊田市・けやきワークス・医療センター・豊田高校南・亀首金山・加納・深見・飯野・藤岡支所

### 【2】藤岡・豊田線（西中山経由）
- 名鉄バス藤岡線を引き継いだ路線。豊田市駅から藤岡中学校前までの間を結ぶ。加茂丘高校前止まりもあり。
- 途中の木瀬口まで小原・豊田線と同じ系統を走る。
- 日野・ブルーリボンシティハイブリッド、日野・ブルーリボン、日野・レインボーで運行。
- 燃料電池バスが一日2往復運行されている。2015年9月から11月まで、および2022年4月から月曜日以外。

主な停留所：豊田市・四郷・緑化センター・西中山・飯野・加茂丘高校前・藤岡中学校前

### 【2】 小原・豊田線
- 名鉄バスの藤岡線と市営小原バスを引き継いだ路線。豊田市駅から上仁木までの間を結ぶ。
- 途中の木瀬口までは藤岡・豊田線（西中山経由）と同じ系統を走る。
- 名鉄バス時代晩年には木瀬～上仁木までは廃止されたが、おいでんバスになってから復活した。なお、合併とほぼ時を同じくして上仁木～小原田代までの東鉄バスも廃止されたが、この区間はおいでんバスには引き継がれなかず、のちに一部区間が「おばら桜バス」として引き継がれている。
- 日野・ブルーリボンシティハイブリッド、日野・ブルーリボン、日野・レインボーで運行。

主な停留所：豊田市・四郷・緑化センター・西中山・飯野・加茂丘高校前・小原大草・上仁木

### 【5】旭・豊田線
- 市営旭バスの旭・藤岡線の一部区間を引き継いだ路線。豊田市駅から小渡までの間を結ぶ。
- 2010年10月より、東山町五丁目経由から平井町経由へ変更になり、東山町五丁目方面へ向かうバスは「豊田・渋谷線」となった。
- 日野・レインボーで運行（石野 - 広瀬間が狭隘路線のため、大型車での運行は無い。過去には小型車のポンチョでの運行実績あり）

主な停留所：豊田市・豊田スタジアム東・平井町・勘八中根・勘八・広瀬・加茂橋下・上川口・笹戸・小渡

### 【6】旭・足助線
- 旭バスの旭・足助線の一部区間を引き継いだ路線。小渡から足助病院までの間を結ぶ。
- 2011年4月より新盛から足助病院まで延伸した。
- エコポイント付与制度の対象外で、乗車してもエコポイントは付与されない[4]。
- 日野・レインボー、日野・ポンチョで運行。

主な停留所：小渡・杉本・新盛・玉野・萩野小学校・香嵐渓・足助病院

### 【7】稲武・足助線
- 市営稲武バスの稲武・足助線を引き継いだ路線。稲武から足助病院までの間を結ぶ。
- エコポイント付与制度の対象外で、乗車してもエコポイントは付与されない[4]。
- 2018年1月26日より、一部便においてヤマト運輸との連携による客貨混載を行っている。
- サイクルラックバスで運行される事がある（バスの前面に自転車が積載出来る）
- 日野・レインボー、日野・ポンチョで運行（朝夕の多客時はブルーリボンで運行の場合あり）

主な停留所：どんぐりの湯前・稲武・水別広場・伊勢神・新盛・足助・香嵐渓・足助病院

#### 快速いなぶ
- 2016年4月より運行されている快速便。足助地区には停車しない。
- manacaなどの交通系電子マネーには非対応だが、QRコード決済のPayPayでの支払いが可能。
- 日野・ポンチョ、日野・レインボーで運行。
- 稲武・足助線同様、サイクルラックバスで運行される事がある。

停留所：どんぐりの湯前・水別広場・勘八中根・豊田スタジアム東・豊田市（東口）

### 【8】さなげ・足助線
- 旧さなげ足助バス。2007年11月においでんバスに編入された。
- 2008年1月より豊田厚生病院（旧・加茂病院）の浄水移転に伴い、四郷駅から浄水駅へ延伸した。さらに2009年4月1日より、浄水駅から豊田厚生病院へ延伸した。
- なお、11月の紅葉期に香嵐渓の渋滞問題が発生する（さなげ足助バス#香嵐渓渋滞問題を参照）。
- エコポイント付与制度の対象外で、乗車してもエコポイントは付与されない[4]。
- 日野・ポンチョ、日野・リエッセ、日野・レインボーで運行。

主な停留所：百年草・足助病院・西中金・広瀬・猿投駅・愛環四郷駅・浄水駅・豊田厚生病院

### 【10】下山・豊田線
- 名鉄バスの九久平線の一部区間を引き継いだ路線。豊田市駅から大沼までの間を結ぶ。
- 名鉄バスが運輸局に提出した廃止区間は九久平～大沼間であったが、名鉄バス時代と同じく豊田市駅発着となっている。豊田市～新双竜橋北（九久平）間は2018年9月30日で廃止された名鉄バス九久平線（豊田市⇔中垣内系統）との競合区間であったため、おいでんバス他路線で導入している乗車距離制運賃ではなく前述の区間内では名鉄バス運賃体系が採用されていた。そのため、豊田市～新双竜橋北（九久平）間のみ特例として名鉄バスmanaca定期券で乗車することができたが、競合区間内であっても名鉄バスカード、得々パスなどは使用不可能であった。
- おいでんバス運賃を基本とするが、豊田市から野見小学校前の区間では名鉄バス豊田東市内線(古瀬間町線)、泉町までの区間はおいでんバス土橋・豊田東環状線との競合区間であることから遠方安改善設定のうえ、名鉄バスの運賃が採用されている。このため、豊田市から泉町の区間内で乗降車の場合は名鉄バス運賃となる（豊田市～喜多町4丁目の区間で乗降車の場合はおいでんバス運賃となる）。
- 2018年10月1日より、名鉄バス九久平線廃止に伴って中垣内発着系統を新設。中垣内発着系統は大沼方面には行かない。
- 日野・ブルーリボンシティハイブリッド、日野・ブルーリボン、日野・ブルーリボンハイブリッド、日野・レインボーで運行。

主な停留所：豊田市・神池町・松平橋・中垣内・九久平・松平郷・切二木・大沼

### 【21】保見・豊田線
- 旧名鉄バス保見団地線の浄水駅経由保見団地循環、豊田市～浄水駅～保見団地間を引き継いだ路線。2011年5月頃からは日野・ブルーリボンシティハイブリッドも運行している。おいでんバス転換後から乙部ヶ丘へも乗り入れるようになり、バス停増設や名称変更等、大幅な路線改正が行われた。
- 日野・レインボー、日野・ブルーリボンシティハイブリッド、日野・ブルーリボン、日野・ブルーリボンハイブリッドで運行。
- 運行経路は以下の通り。保見団地・乙部ヶ丘団地内ではいずれも左回りに循環する。

豊田市→伊保原団地→浄水駅→保見団地口→乙部公園前→西保見小学校前→保見団地口→浄水駅
浄水駅→保見団地口→乙部公園前→西保見小学校前→保見団地口→浄水駅→伊保原団地→豊田市
浄水駅→保見団地口→乙部公園前→西保見小学校前→保見団地口→浄水駅

### 【22】中心市街地玄関口バス
- 市中心部の公共機関等を結び、約2kmを循環する路線。
- 日野・ポンチョで運行。

主な停留所：豊田市駅西口・市役所・広路町（イオンスタイル豊田店前）・豊田市福祉センター

### 【26】土橋・豊田東環状線
- 2010年10月1日から新設。

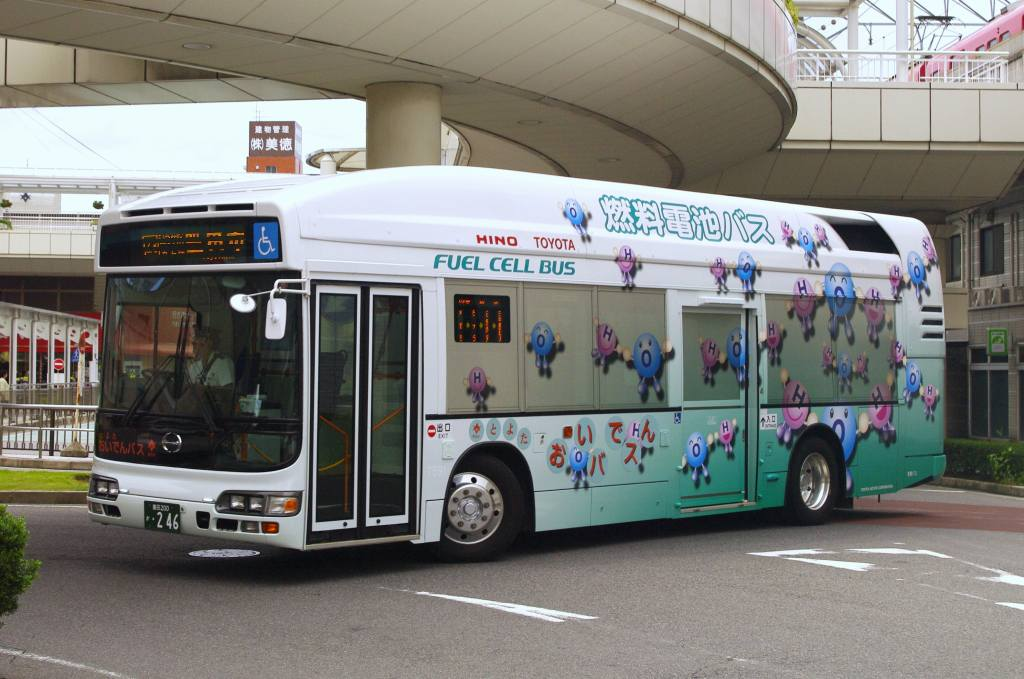
2012年秋まで豊田東環状線で運行された燃料電池バス（トヨタ・FCHV-BUS）

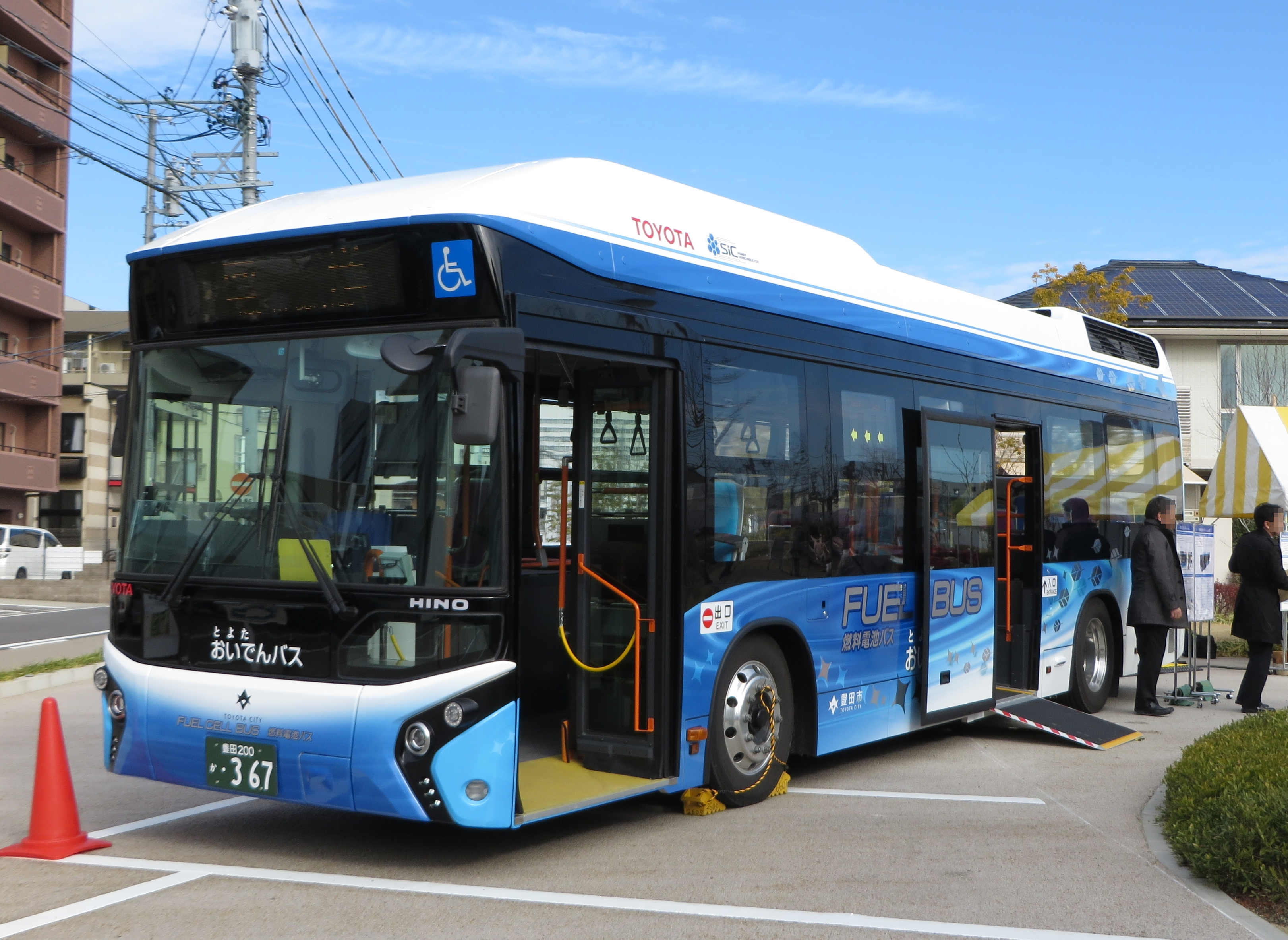
2015年1月から2019年3月まで豊田東環状線で運行されたFCHV-BUS

- 旧名鉄バス豊田東市内線の豊田市 - 五ヶ丘ニュータウン間の運行路線の一部を変更して三河豊田駅前へ延長の上で、引き継いだ路線。

主な停留所:土橋駅、三河豊田駅前、トヨタ記念病院（一部経由しない便あり）、五ヶ丘団地、神池台、豊田市
- おいでんバス運賃を基本とするが、豊田市（喜多町4丁目を含む）発着で利用する場合、途中の美里1丁目から宝来町4丁目の区間では名鉄バス豊田東市内線(古瀬間町線)、泉町までの区間ではおいでんバス下山・豊田線と競合しているので遠方安改善設定のうえ、名鉄バスの運賃が採用されている。なお、前述の美里1丁目から宝来町4丁目の区間内で乗降車の場合も名鉄バス運賃となる。
- 日野・ブルーリボンシティハイブリッド、または日野・ブルーリボンでの運行。ただし検査等の場合は、名鉄バス豊田営業所の日野・レインボーや日野・ブルーリボン、三菱ふそう・エアロスターが代走する。
- 2012年11月まで、燃料電池バスのトヨタ・FCHV-BUSが一ヶ月に1週間程度、昼間に運行されていた。
- 2015年1月から2019年3月まで、トヨタ・FCHV-BUSが一日3往復、朝夕に運行されていた。
- 2016年4月に後述の土橋・トヨタ記念病院線と統合し、名鉄バスの単独運行から豊栄交通との共同運行に変更。豊栄交通担当分は日野・レインボーHR（9m車、AT仕様）で運行される。
- 2019年8月5日から6年間の予定で、トヨタ・FCHV-BUS（SORA）が平日に一日3往復、休日に2.5往復、朝夕に運行される。
- トヨタ自動車本社工場への通勤路線としての役割も持つため、一部の祝日でもトヨタカレンダーに合わせて平日ダイヤで運行される。

### 【25】豊田・渋谷線
- 名鉄バスの豊田・渋谷線を引き継いだ路線。豊田市駅から市木・双美地区までの間を結ぶ。東山町五丁目止まりのバスも運行している。
- 2010年10月より、旭・豊田線の経路変更に伴い誕生した。
- 2018年10月1日より、名鉄バス東山住宅線廃止に伴い東山住宅を経由する循環系統を新設。
- 日野・レインボー、日野・ブルーリボンシティハイブリッドで運行。

主な停留所：豊田市・豊田スタジアム東・東山町五丁目・東山住宅・市木小学校前・自然観察の森

## 過去の路線

### 川口・飯野線
- 旭バスの旭・藤岡線の一部区間を引き継いだ路線。藤岡支所前から加茂橋下間までの間を結ぶ。
- 2009年4月より飯野経由から藤岡中学校前経由へ変更になった。
- 2010年4月より上川口から加茂橋下まで延伸した。
- エコポイント付与制度の対象外路線である[4]。
- 2012年4月より、藤岡地域バス「ふじバス」へ移管。

主な停留所：藤岡支所・藤岡中学校前・加茂丘高校前・上川口・加茂橋下

### 上郷・若林線
- 2011年10月1日から新設。利用者が極めて少なく、2015年3月31日をもって運行終了。
- 愛知環状鉄道三河上郷駅から名鉄若林駅を結ぶ路線。

主な停留所：三河上郷駅・南豊田病院前・平池・若林駅

### 土橋・トヨタ記念病院線
- 2010年10月1日から新設。
- 旧豊栄交通トヨタ本社線を路線延長する形で引き継いだ路線。
- 日野・リエッセCNG車が2011年4月より運行している。
- 日野・リエッセ、日野・ポンチョで運行。
- 2016年4月に豊田東環状線と統合。

主な停留所:土橋駅、三河豊田駅前、トヨタ記念病院

## 車両
豊田市がトヨタ自動車の企業城下町であることから、車両はトヨタグループの日野自動車製で統一されている。また実験的に燃料電池バスのトヨタ・FCHV-BUSも投入される。
専用車両として、水戸岡鋭治とドーンデザイン研究所が手がけた、白とオレンジ色の日野・ポンチョと日野・レインボーIIが導入されている。2009年4月1日の改正時には、日野・ブルーリボンシティハイブリッドが小原・豊田線に2台、下山・豊田線に1台、2010年には豊田東環状線に8台、2011年4月には4台導入された。
車両の定期検査時などの際には、各運行会社の一般塗装の車両に「とよたおいでんバス」のマグネットを取り付けて代走する。